# محسن أباد (دهغاه)
محسن أباد (بالفارسية: محسن‌آباد) هي قرية تقع في إيران في غيلان. يقدر عدد سكانها بـ 715 نسمة .